# Podbrdo - skalovje
Podbrdo - skalovje este o arie protejată (arie specială de conservare — SAC, sit de importanță comunitară — SCI) din Slovenia întinsă pe o suprafață de 2,42 ha, integral pe uscat.

## Localizare
Centrul sitului Podbrdo - skalovje este situat la coordonatele 46°12′06″N 13°56′56″E / 46.2017°N 13.949°E.

## Înființare
Situl Podbrdo - skalovje a fost declarat sit de importanță comunitară în aprilie 2004 pentru a proteja 1 specie de plante. Situl a fost protejat și ca arie specială de conservare în februarie 2012.

## Biodiversitate
Situată în ecoregiunea alpină, aria protejată nu include niciun habitat protejat.
La baza desemnării sitului se află o specie protejată de  plante: Moehringia villosa.